# Chordodes morgani
Chordodes morgani är en tagelmaskart som beskrevs av Montgomery 1898. Chordodes morgani ingår i släktet Chordodes och familjen Chordodidae. Inga underarter finns listade i Catalogue of Life.